# FIFTY FIFTY
FIFTY FIFTY(피프티 피프티)는 대한민국 5인조 걸 그룹이다. 소속사는 어트랙트(ATTRAKT)이며, 2022년 11월 18일 데뷔했다. 2023년 2월 24일 발매한 싱글 'Cupid'가 스포티파이를 휩쓸며 빌보드 핫 100과 영국 싱글 차트에 동시 진입하는 등 세계적으로 인기를 끌었다.
그룹명은 '50 vs 50', 즉 반(半)반을 뜻해 '이상 50 vs 현실 50'이라는 의미를 담고 있다. 고통스럽고 힘든 현실과 밝고 희망찬 이상이 공존하는 세상 속에서 미래에 대한 막연한 불안과 설레는 기대감을 동시에 표현하겠다는 것이다. 또한 그룹이 '50'이라면 팬들이 '50'이며 함께 해서 완전한 합인 '100'이 되기를 바란다는 메시지도 담겨 있다고 한다.
팬덤 명칭은 '트웨니(Tweny)'이다.

## 활동

### 2022년: 데뷔, 《THE FIFTY》
11월 18일, 타이틀곡 'Higher'의 뮤직 비디오와 함께 데뷔 EP 《THE FIFTY》 음원을 발매하며 공식 데뷔했다. 12월 20일, 《THE FIFTY》 음반이 발매되었다.

### 2023년: 《The Beginning: Cupid》, 활동 중단, 멤버들과 소속사간 소송, 멤버 키나 복귀 및 3인 멤버 전속 해지 후 탈퇴, 빌보드 뮤직 어워즈 참여
2월 24일, 싱글 1집 《The Beginning: Cupid》 음원을 발매하며 컴백했다. 3월 28일 'Cupid'를 통해 데뷔 최초로 빌보드 핫 100 차트에 입성했으며, 이후 최고 19위까지 올랐다. 3월 31일,  'Cupid'를 통해 영국 싱글 차트에 입성했으며, 이후 최고 8위까지 올랐다.
5월 2일, 의학적 증상이 나타났던 멤버 정은아(이전예명:아란)가 수술을 받았다. 1~2개월 정도 회복기가 필요하다는 의사 진단에 따라 소속사는 아란에게 휴식기를 주었고, 다른 멤버들에게도 모두 휴식기를 주면서 그룹은 활동을 중단했다.
6월 19일, 멤버 전원이 법무법인 바른을 통해 소속사 어트랙트를 상대로 전속계약효력정지 가처분 신청을 서울중앙지방법원에 제기했다. 6월 23일, 소속사가 멤버의 수술 및 활동 중단에 대한 입장을 밝히면서 "소속 아티스트에게 접근, 전속계약을 위반하도록 하는 외부세력이 확인되고 있다"고 주장하였다. 7월 5일 첫 공판이 열리며 소송이 본격화되고, 소속사 전홍준 대표에 대한 미담이 확산되면서 진실게임이 이어지는 등 음악계의 큰 이슈가 되었다. 이 소송으로 인해 8월 19일, SBS 그것이 알고싶다 1365회 '빌보드와 걸그룹 - 누가 날개를 꺾었나' 편에 나오게 됐다.
이어서 8월 28일, 멤버들이 제기한 전속계약효력정지 가처분 신청이 기각되었다. 한편 10월 16일, 멤버 중에 키나는 법무법인 바른을 통해 소속사 어트랙트의 소송을 취하하고 어트랙트로 돌아왔다. 10월 24일, 멤버들이 제기한 항고가 기각되며 가처분에 이어 항고까지 총 2번에 걸쳐 법원이 어트랙트의 편을 들어주었다. 키나를 제외한 멤버들은 법원의 2차례에 걸친 결정 이후에도 소속사로 돌아오지 않고 본인들의 정당성을 주장하는 행보를 보였으며, 결국 이후 멤버 정세현(이전예명:새나)&정지호(이전예명:시오)&정은아(이전예명:아란) 3인은 10월 19일 소속사 어트랙트에게서 전속계약 해지 및 탈퇴처리 통보를 받았다.
11월 2일, 멤버 키나를 포함한 5인조로 그룹을 이어 나갈 계획임을 밝혔다.
11월 19일, 멤버 키나가 빌보드 뮤직 어워즈에 참여했다.

### 2024년: 5인조 개편, 《Starry Night》, 《LOVE TUNE》, 미국 월드투어, 《Winter Glow》
6월 14일, 키나를 포함한 2기 멤버 5인조로 확정 후 9월 컴백을 확정했다. 이 과정에서 연습생 신분이 었던 유튜버 노래하는 하람을 발탁해 '하나'로 합류시켰다.
8월 30일, EP 2집 선공개곡 《Starry Night》를 공개하였다.
9월 20일, EP 2집 《LOVE TUNE》를 발매했다.
11월 27일부터 12월 16일까지 미국에서 첫 월드투어를 개최하였다.
12월 9일, 디지털 싱글 《Winter Glow》로 첫 겨울 시즌송을 발매했다.

### 2025년: 《Love Tune: Rewired》, 《Perfect Crime》, 《Day & Night》
1월 24일, 리믹스 앨범 《Love Tune : Rewired》을 발매했다.
4월 7일, EP 3집 선공개곡 《Perfect Crime》를 공개하였다.
4월 29일, EP 3집 《Day & Night》를 발매했다. 건강상의 이유로 이번 앨범 활동에 멤버 키나가 불참한다.
10월, 컴백을 앞두고 있다.

## 구성원
| 이름   | 소개 |
| ------ | --- |
| 키나   | - 본명: 송유니 - 생년월일: 2002년 7월 9일(23세) - 출생지: 대한민국 대전광역시 - 활동기간: 2022년 11월 18일 ~ 현재                                                                 |
| 문샤넬 | - 본명: 샤넬 문 토마스(Moon Chanelle Thomas) - 생년월일: 2003년 6월 14일(22세) - 출생지: 미국 캘리포니아주 로스엔젤레스 - 국적: 미국, 대한민국 - 활동기간: 2024년 9월 20일 ~ 현재 |
| 예원   | - 본명: 손예원 - 생년월일: 2005년 3월 18일(20세) - 출생지: 대한민국 서울특별시 - 활동기간: 2024년 9월 20일 ~ 현재                                                                 |
| 하나   | - 본명: 임하람 - 생년월일: 2006년 9월 5일(18세) - 출생지: 대한민국 서울특별시 - 활동기간: 2024년 9월 20일 ~ 현재                                                                  |
| 아테나 | - 본명: 아테나 양(楊子嫻, 양쯔셴) - 생년월일: 2007년 3월 15일(18세) - 출생지: 스웨덴 스톡홀름주 스톡홀름 - 국적: 스웨덴, 대한민국 - 활동기간: 2024년 9월 20일 ~ 현재              |

## 음반 목록

### EP
- 《THE FIFTY》: 2022년 11월 18일 발매. 음반은 12월 20일 출시. 타이틀곡 'Higher'와 수록곡 'Lovin' Me' 'Tell Me' 'Log In' 등 4곡 수록.
- 《LOVE TUNE》: 2024년 9월 20일 발매. 타이틀곡 'SOS'와 수록곡 'Push Your Love' 'Starry Night' 'Starry Night (ENG Version)' 'SOS (ENG Version)' 'Gravity' 등 6곡 수록.

### 싱글
- 《The Beginning: Cupid》: 2023년 2월 24일 발매. 음반은 3월 21일 출시. 타이틀곡 'Cupid'와 수록곡 'Cupid(Twin Version)' 'Cupid(Instrumental)' 등 3곡 수록.

### 디지털 싱글
- 《Starry Night》: 2024년 8월 30일 발매. (EP 2집, 선공개곡)
- 《Winter Glow》: 2024년 12월 9일 발매. (겨울 시즌송)

## 수상 목록

### 시상식
- 2024년 제33회 하이원 서울가요대상 올해의 발견상
- 2024년 제38회 골든디스크 시상식 여자 신인상
- 2024년 코리아 그랜드 뮤직 어워즈 IS 라이징 스타상
- 2025년 제1회 디 어워즈 디 어워즈 딜라이츠 블루 라벨상
- 2025년 제1회 디 어워즈 디스커버리 올해의 발견상
- 2025년 2025 아시아 스타 엔터테이너 어워즈 가수 부문 더 베스트 뉴 아티스트상 (하나)
- 2025년 제34회 서울가요대상 베스트 퍼포먼스상

### 가요 프로그램 1위
| 연도            | 수상 내역 (총 1회)                                        |
| --------------- | --------------------------------------------------------- |
| 2025년 (총 1회) | - Pookie (총 1회) - 5월 9일 KBS2 《뮤직뱅크》 K-Chart 1위 |